# Callyna leuconota
Callyna leuconota är en fjärilsart som beskrevs av Oswald Beltram Lower 1903. Callyna leuconota ingår i släktet Callyna och familjen nattflyn. Inga underarter finns listade i Catalogue of Life.